# Hagerhof
Hagerhof is een woonwijk in de zuidelijke stadsuitbreiding van Venlo (Limburg), onderverdeeld in de buurten Hagerhof-Oost en Hagerhof-West. De wijk combineert woon- en groenruimtes met historische elementen.
De oudste vermelding van de naam Hagerhof dateert uit 1867 en betreft de boerderij Hagerhof die hier tot 1970 stond. Op het voormalige erf is na de sloop een kinderboerderij gebouwd. In 2013 vond archeologisch onderzoek plaats op het terrein.
In 1950 stelde de gemeente Venlo een Ontwikkelingsplan op. Hieruit kwam in 1964-1965 het Uitbreidingsplan Hagerhof-Oost voort. Het landgoed Hagerhof speelde een rol als een van drie geplande wandelparken. Als aanvulling op de bestaande Onze-Lieve-Vrouwekerk werd nog een nieuwe parochiekerk met winkelcentrum en scholen gepland. De woningbouw bestond vooral uit rijtjeshuizen.
Begin 21e eeuw zijn fabrieken bij het spoor afgebroken.

## Straatnamen
In de wijk Hagerhof zijn straatnamen vernoemd naar o.a. watervogels, insecten en edelstenen.
| Categorie              | Straatnamen |
| ---------------------- | --- |
| Vogels                 | Aalscholverstraat, Albatrosstraat, Eendenstraat, Flamingostraat, Ganzenstraat, Gruttostraat, Houtsnipstraat, Ibisstraat, IJsvogelstraat, Kraanvogelstraat, Kuifduikerstraat, Lepelaarstraat, Meerkoetstraat, Meeuwenstraat, Parelduikerstraat, Pelikaanstraat, Plevierstraat, Regenwulpstraat, Reigerstraat, Roerdompstraat, Scholeksterstraat, Uiverstraat, Waterhoenstraat, Zwanenstraat |
| Insecten               | Hommellaan, Keverstraat, Krekelveldstraat, Libellestraat, Rupsenlaan, Torrenstraat, Vlinderstraat |
| Edelstenen             | Agaat, Amber, Amethist, Aquamarijn, Carneool, Diamanthof, Jade, Morion, Onyx, Olivijn, Opaal, Prasem, Robijn, Saffier, Smaragd, Spinel, Toermalijn, Topaas, Turkoois, Zirkoon |
| Personen               | Antoniusstraat, Emmastraat, Minister van Hallstraat, Pater Frans Schloozhof, Van Speyckstraat, Regentessestraat, Willemstraat |
| Historische toponiemen | Broekestraat, Genbroekstraat, Guliksebaan, Hagerhofweg, Kerkhofweg, Langstraat, Monsepad, Sloterbeekstraat, Sloot |
| Overige                | Amnesty Internationalstraat, Terrastraat |